# Варяш (приток Гарейки)
Варяш (устар. Варяж) — река в России, протекает в Республике Башкортостан. Впадает в реку Гарейка в 45 км от её устья. Длина реки составляет 18 км.

## Данные водного реестра
По данным государственного водного реестра России относится к Камскому бассейновому округу, водохозяйственный участок реки — Белая от города Бирск и до устья, речной подбассейн реки — Белая. Речной бассейн реки — Кама.
Код объекта в государственном водном реестре — 10010201612111100026183.